# Econoline Crush
Econoline Crush — канадская музыкальная группа, исполняющая альтернативный рок. Группа была сформирована в Сиэтле в 1992 году и в скором времени переехала в Ванкувер. Econoline Crush выпустили 4 студийных альбома и несколько запоминающихся синглов, среди которых «Surefire (Never Enough)», «Sparkle And Shine», «You Don’t Know What It’s Like».
В 2001 году, выпустив свой третий альбом Brand New History, группа распалась, после чего вокалист и фронтмен Тревор Хёрст основал собственный проект под названием Hurst.
В 2007 году группа воссоединилась, чтобы отправиться в концертный тур по Канаде вместе с Alice Cooper. Год спустя Econoline Crush выпустили четвёртый альбом Ignite.

## История

### Ранние годы (1992—1995)
Econoline Crush была сформирована в 1992 году в Сиэтле, когда вокалст Тревор Хёрст отозвался на объявление в газете, данное новой группой. В 1993 году, группа подписала контракт с отделением EMI Music в Канаде, отыграв всего лишь 26 выступлений.
В 1994 году Econoline Crash выпустили мини-альбом под названием Purge, который даже был номинирован на премию Джуно. Год спустя вышел первый студийный альбом Affliction, который закрепил успех группы в Канаде. Econoline Crush отправились в длительный тур, трижды посетив Европу вместе с Young Gods, Die Krupps, Waltari и Filter. Тур завершился на фестивале Popkomm в городе Кёльн.

### Наиболее успешный альбом (1996—2000)
В 1996 году, группа начала запись нового альбома в Sound City с продюсером Сильвией Мэсси-Шайви, которая ранее работала с Принсем, Red Hot Chili Peppers, Tool. Спустя год был выпущен альбом The Devil You Know, который тепло приняли как фанаты, так и критики. Альбом звучал более мейнстримово, чем предыдущие работы Econoline Crush, что только увеличило популярность группы. В 1997—1999 годах группа побывала в двух турах, выступая с такими известными исполнителями как Kiss, Foo Fighters, Green Day, The Tea Party и др. Группа стала настолько популярной, что некоторые их песни можно было услышать в известных телепрограммах, таких, как Мелроуз Плейс и Пси Фактор. The Devil You Know стал платиновым в Канаде и получил номинацию на Джуно.

### Brand New Historyи распад группы (2001)
Третий студийный альбом Brand New History, выпущенный в 2001 году получил довольно противоречивые отзывы критиков, несмотря на умеренный коммерческий успех. Сингл «You Don’t Know What It’s Like» был включен в сборник Big Shiny Tunes 4.
Холодный приём последнего альбома послужил поводом для распада Econoline Crush. Участники группы занялись другими музыкальными проектами, в том числе и Тревор Хёрст, который основал собственную группу Hurst (группа выпустила лишь один мини-альбом, Wanderlust, по звучанию значительно отличавшийся от творчества Econoline Crush).

### Воссоединение иIgnite(2007—2009)
В 2007 году Хёрст на своей странице в MySpace объявил о том, что он работает над новым альбомом Econoline Crush, в то время как группа отправилась в тур вместе с Hinder. В состав воссозданной группы входили барабанщик Брент Фитц (англ. Brent Fitz), гитарист Кай Маркус (англ. Kai Markus), басист Скотт Уэйлен (англ. Scott Whalen) и вокалист Тревор Хёрст, из которых только Тревор участвовал в первоначальном составе.
Ignite был записан в Radiostar Studios, Калифорния, и выпущен 15 января 2008 года. Авторами песен стали Тревор Хёрст и Кай Маркус. Какое-то время спустя Econoline Crush отправились в тур, играя на разогреве у Three Days Grace и Seether. В августе 2008 года группа провела несколько выступлений вместе с такими группами, как 3 Doors Down, Staind, Hinder и Alice Cooper.
В 2009 году Econoline Crush выступили на нескольких музыкальных фестивалях, включая Halifax Rocks Festival.

### 2010 — настоящее время
Летом 2010 года было объявлено, что в группу возвращаются Зигги Сигмунд и Роберт Морфитт. Чуть позже EMI выпустила сборник лучших песен группы под названием Surefire: The Best of Econoline Crush.
В конце года на официальном сайте Econoline Crush появилось сообщение о том, что любой желающий может пожертвовать деньги для создания нового альбома. Поклонники группы пожертвовали 8610 долларов, в то время как целью являлось собрать хотя бы 7000.
8 апреля 2011 года был выпущен мини-альбом The People Have Spoken Vol. 1.

## Дискография

### Альбомы
| Год  | Альбом             | Позиция в чарте | Сертификации     |
| Год  | Альбом             | CAN             | Сертификации     |
| ---- | ------------------ | --------------- | ---------------- |
| 1996 | Affliction         | —               |                  |
| 1997 | The Devil You Know | 47              | CRIA: Платиновая |
| 2001 | Brand New History  | 17              |                  |
| 2008 | Ignite             | —               |                  |

### Мини-альбомы
| Год  | Альбом                        |
| ---- | ----------------------------- |
| 1994 | Purge                         |
| 2011 | The People Have Spoken Vol. 1 |

### Сборники
| Год  | Альбом                                |
| ---- | ------------------------------------- |
| 2010 | Surefire: The Best of Econoline Crush |

### Синглы
| Год  | Сингл                           | Позиция в чарте | Позиция в чарте | Позиция в чарте | Позиция в чарте | Альбом             |
| Год  | Сингл                           | CAN             | CAN ALT         | US ALT          | US MAIN         | Альбом             |
| ---- | ------------------------------- | --------------- | --------------- | --------------- | --------------- | ------------------ |
| 1996 | «Nowhere Now»                   | —               | —               | —               | —               | Affliction         |
| 1996 | «Wicked»                        | —               | —               | —               | —               | Affliction         |
| 1996 | «Close»                         | —               | —               | —               | —               | Affliction         |
| 1997 | «Home»                          | —               | 23              | —               | 35              | The Devil You Know |
| 1997 | «All That You Are (x3)»         | 12              | 9               | 28              | 18              | The Devil You Know |
| 1998 | «Sparkle & Shine»               | —               | —               | —               | —               | The Devil You Know |
| 1999 | «Surefire»                      | 75              | —               | —               | 18              | The Devil You Know |
| 2000 | «You Don't Know What It's Like» | —               | 13              | —               | 29              | Brand New History  |
| 2001 | «Make It Right»                 | —               | —               | —               | 21              | Brand New History  |
| 2008 | «Get Out of the Way»            | —               | —               | —               | —               | Ignite             |

### Видеоклипы
| Год  | Песня                           | Режиссёр      |
| ---- | ------------------------------- | ------------- |
| 1994 | «T.D.M.»                        |               |
| 1995 | «Nowhere Now»                   |               |
| 1995 | «Close»                         | Уоррен Сонода |
| 1995 | «Wicked»                        |               |
| 1997 | «Home»                          | Трайан Джордж |
| 1998 | «All That You Are»              | Стивен Скотт  |
| 1998 | «Sparkle & Shine»               | Трайан Джордж |
| 1998 | «Surefire»                      | Рэнди Томпсон |
| 2001 | «Make It Right»                 | Крейг Бернард |
| 2001 | «You Don't Know What It's Like» | Ноубл Джонс   |
| 2008 | «Dirty»                         |               |

## Награды и номинации
Juno Awards  — основная музыкальная премия Канады. Econoline Crush были номинированы дважды.
| Год  | Номинант           | Категория                  | Результат |
| ---- | ------------------ | -------------------------- | --------- |
| 1995 | Purge              | Лучший хард-рок альбом     | Номинация |
| 1998 | The Devil You Know | Рок-альбом-блокбастер года | Номинация |